# Thunderhead – der vierbeinige Teufel
Thunderhead – der vierbeinige Teufel (Originaltitel Thunderhead, Son of Flicka) ist ein US-amerikanischer Spielfilm aus dem Jahr 1945 von Louis King. Der in Technicolor gedrehte Film wurde von 20th Century Fox produziert und ist die Fortsetzung des 1943 entstandenen Films Flicka. Wie schon im Vorgängerfilm sind die Hauptrollen wiederum mit Roddy McDowall, Preston Foster und Rita Johnson besetzt. Mit Green Grass of Wyoming erschien 1948 ein dritter und abschließender Film der Reihe. Das Drehbuch des Films basiert auf dem Kinderbuch Thunderhead von Mary O’Hara.

## Handlung
Rob und Nelle McLaughlin sind Pferdezüchter. Ihre Stute Flicka hat Nachwuchs bekommen. Das Fohlen ist weiß. Was Rob und Nelle nicht wissen, ist, dass der Vater des Fohlens nicht der eigene Zuchthengst Banner ist, sondern der Hengst Appalachian, der dem Nachbarn Charles Sargent gehört. Hildy, die Tochter des Vormanns Ted, nennt das Fohlen Goblin. Ken, der Sohn von Rob und Nelle, will Goblin zu einem Rennpferd trainieren.
Während Ken das wilde und ungestüm Fohlen trainiert, fällt seinen Eltern auf, dass einige ihrer Zuchtstuten abgängig sind. Als ein wilder Albinohengst, der schon seit Jahren die Gegend unsicher macht, Banner angreift, hegt Rob den Verdacht, dass der Albino die vermissten Stuten weggeführt hat. Sargent ist unterdessen beeindruckt von der Schnelligkeit des jungen und immer noch unberechenbaren Pferdes. Nelle gibt ihm den neuen Namen Thunderhead.
Drei Jahre später soll Thunderhead bei einem Rennen in Multnomah County starten. Die Siegprämie beträgt 5000 Dollar. Mit Ken als Jockey geht Thunderhead in Führung, wirft Ken jedoch kurz vor dem Ziel ab. Der anwesende Tierarzt diagnostiziert eine Sehnenverletzung. Thunderhead wird keine Rennen mehr bestreiten können.
Thunderhead erholt sich von seiner Verletzung. In der Zwischenzeit wird klar, dass Banner nach einem erneuten Kampf mit dem Albino so schwer verletzt wurde, dass Rob ihn erschießen muss. Thunderhead reißt, wie schon so oft, aus; Ken macht sich auf die Suche nach ihm. Dabei findet er das Versteck des Albinos und wird von diesem angegriffen. In höchster Not kommt Thunderhead zu Hilfe und kann den Albino nach einem harten Kampf töten.
Robert, Gus und der Rancharbeiter Tim finden Ken und Thunderhead. Das Pferd führt die Männer zum Versteck des Albinos. Hier finden sie die vermissten Stuten, die zur Ranch gebracht werden, womit die McLaughlins finanziell gerettet sind. Thunderhead verlässt die Ranch, um den Platz seines Vaters einzunehmen.

## Produktion

### Produktionsnotizen
Gedreht wurde der Film unter dem Arbeitstitel Son of Flicka von Ende April bis zum 2. August 1945, einige Nachdrehs wurden am 11. August gefertigt. Drehorte befanden sich in Kalifornien (Pferderennbahn Hollywood Park), Oregon (Multnomah County), Utah (Zion-Nationalpark, Bryce-Canyon-Nationalpark, Red Rock Canyon, Cedar Breaks National Monument) und Nevada.
Lyle R. Wheeler und Chester Gore waren die Filmarchitekten, Thomas Little und Fred J. Rode die Ausstatter. Für den Ton waren Harry M. Leonard und Arthur von Kirbach verantwortlich, für die Spezialeffekte Fred Sersen. Die Filmmusik wurde von Emil Newman dirigiert.
Obwohl der Titel des Films im Abspann keine Satzzeichen enthält, wird er von zeitgenössischen Quellen am häufigsten in der Schreibweise Thunderhead, Son of Flicka angegeben. Obwohl der Filmtitel Thunderhead als Sohn von Flicka suggeriert, ist der Vater Albino. Nach dem Filmvorspann erscheint eine Danksagung an die American Humane Association, der die Produzenten für die unschätzbare Unterstützung und ihre Zustimmung dankten. 20th Century Fox behielt sich bei Kauf des Drehbuchs My Friend Flicka die Rechte vor, eine Fortsetzung herauszubringen, die sich an O’Haras Charakteren orientiert. Man hatte ursprünglich vor einen Film zu drehen, der auf der Geschichte Smoky von Will James basiert, einem Film, der von dem Studio 1933 produziert worden war. Nachdem es Schwierigkeiten mit dem Drehbuch gab, änderte das Studio seine Pläne und kaufte auch die Rechte an O’Haras Roman Thunderhead. Zudem gab es Probleme mit O’Hara, die Fox mitgeteilt hatte, dass sie Schwierigkeiten habe, ihren neuen Roman zu verkaufen, da jedermann davon ausginge, dass 20th Century-Fox die Rechte bereits erworben habe. 1946 gab es dann doch noch eine weitere Version von Smoky.
Laut einer Nachricht im Hollywood Reporter sollte Peggy Ann Garner zur Besetzung des Films gehören, während Ruth Clifford für eine Rolle getestet wurde. Für die Regie waren Archie Mayo, John Brahm, Irving Pichel und Lew Seiler im Gespräch. Im Februar 1946 waren McDowall, Foster und Johnson Teil der Geschichte im Lux Radio Theatre.
Der Film ist der erste Kinofilm, der komplett auf 35-mm-Farbnegativfilm (Technicolor Monopack) gefilmt wurde.

### Veröffentlichung
Die Premiere des Films fand am 15. März 1945 in New York statt. Im selben Jahr wurde er zudem in Brasilien, Australien und Schweden veröffentlicht. In Portugal startete er 1946, in Mexiko und Uruguay 1947, in Frankreich 1948, in Dänemark 1950 und in Japan 1951.
In der Bundesrepublik Deutschland kam der Film nicht in die Kinos. Erstmals war er am 29. Juni 1991 im Fernsehen zu sehen. In der damaligen Deutschen Demokratischen Republik kam er bereits ein Jahr zuvor, am 25. Februar 1990, ins Fernsehen. Veröffentlicht wurde er auch in Finnland, Italien und im Vereinigten Königreich.

## Kritiken
Das Lexikon des internationalen Films befand: „Sympathischer, wenn auch gelegentlich arg rührseliger Familienfilm in Fortsetzung von ‚Flicka‘[…]; mit hervorragend fotografierten Landschaftsaufnahmen.“
Die Redaktion von The Film Daily bezeichnete das Werk als lockere und entspannte Unterhaltung mit einer starken bildlichen Anziehungskraft.
Bosley Crowther befasste sich in der New York Times mit dem Film und stellte fest, dass nun nicht mehr Flicka, sondern Thunderhead im Mittelpunkt stehe, was dazu führe, dass sich die emotionale Intensität des neuen Filmes merklich verringert habe. Das werde auch durch eingeblendete Passagen des Vorgängerfilms deutlich, die recht weich und kuschelig daherkämen. Im Mittelpunkt dieses Films ständen dann auch Bilder, die mehr auf Kampf und Rennen als Höhepunkte hinauslaufen würden, es gehe mehr darum, Spannung aufzubauen ohne nennenswerte Herzszenen. Es gebe viele schöne Außenaufnahmen und gelegentlich auch besondere Momente zwischen Vater und Sohn. Im Wesentlichen sei Thunderhead aber eine Pferdeoper mit wehmütiger Erinnerung an vergangene Zeiten.
Derek Winnert meinte, es sei ein Glücksfall, dass viele derselben Darsteller des ersten Films Flicka in der Fortsetzung erneut mitwirken würden. Auch dies sei wiederum ein bezaubernder Film für Kinder, der zudem reichlich Landschaftsaufnahmen in Utah mit einer großartigen Technicolor-Kinematografie von Charles G. Clarke zeige. Auch sei es offensichtlich, dass viel Sorgfalt im Umgang mit den Schauspielern sowie den Pferden und auch der Geschichte aufgewandt worden sei. Das auf einem Roman von Mary O’Hara basierende Drehbuch sei einfach, aber effektiv angelegt worden.